# 한국어의 서법
한국어의 서법(韓國語―敍法)은 선어말어미와 어말어미 모두로 실현된다.

## 종류

### 어말어미로 수립된 서법
- 설명법: 민혁이는 좋은 어린이이다.
- 약속법: 내가 모래 빌려주마.
- 허락법: 맘에 든다면 이걸 사용해도 좋네.
- 경계법: 조심해라 넘어질라.
- 명령법: 어서 쉬어라.
- 청유법: 내일 같이 가자.
- 감탄법: 와, 날씨 좋구나.

### 선어말어미로 수립된 서법
- 의도법 (-겠-): 오늘 제가 하겠습니다. ('-겠-'이 화자의 의도나 의지를 나타낼 때에는 과거 시제와는 결합할 수 없다.)
- 추측법 (-겠-): 철수는 논문 잘 써서 기분 좋았겠다.
- 추측법 (-ㄹ 것-): 철수는 식사를 할 것이다.
- 가능법 (-겠-): 철수가 해냈다면 민혁이도 하겠다.
- 직설법 (-느-): 요즈음엔 어디 모여 토론 하느냐?
- 직설법 (-는-): 철수는 짜장면을 먹는다.
- 회상법 (-더-): 그걸 누가 깼더냐?
- 확인법 (-엇-): 그가 바로 죄인이렷다.
- 원칙법 (-니-): 사람은 한번 다 죽게 되느니라.

## 같이 보기
- 증거성
- 문법
- 양태
- 서법